# Festningsrittet
La Festningsrittet (Course de la forteresse) est une course cycliste norvégienne disputée autour de la ville de Kongsvinger, en Norvège. Elle est créée en 2008 et elle est réservée aux amateurs. En 2010, elle est classée 2.2 dans l'UCI Europe Tour. Elle n'a plus été disputée depuis.

## Palmarès
| Année | Vainqueur            | Deuxième             | Troisième        |
| ----- | -------------------- | -------------------- | ---------------- |
| 2008  | Lars Petter Nordhaug | Geir Inge Berg       | Stian Sommerseth |
| 2009  | Filip Eidsheim       | Vegard Stake Laengen | Ingar Stokstad   |
| 2010  | Jesse Anthony        | Bert-Jan Lindeman    | Marcel Kittel    |